# Zarządzanie aktywami
Zarządzanie aktywami (ang. asset management) należy do usług finansowych skierowanych głównie do klientów instytucjonalnych oraz segmentu najzamożniejszych klientów indywidualnych. W ramach usługi bank, dom maklerski lub inna instytucja finansowa zarządza majątkiem klienta zgodnie z uzgodnioną strategią inwestycyjną oraz jego skłonnością do ryzyka.
W ramach usługi instytucja finansowa inwestuje środki klienta w instrumenty rynku kapitałowego lub inne instrumenty finansowe. Celem zarządzania aktywami jest osiągnięcie wysokiej stopy zwrotu z kapitału przy uwzględnieniu oczekiwanego przez klienta poziomu ryzyka, horyzontu czasowego oraz innych preferencji. 